# Championnats d'Europe de course en ligne de canoë-kayak 2008
Navigation
Pontevedra 2007 Brandebourg 2009
Les championnats d'Europe de course en ligne de canoë-kayak se déroulent à Milan, (Italie).

## Résultats

### Hommes

#### Canoë
| Event      | Or                                                                                           | Temps          | Argent                                                                  | Temps          | Bronze                                                                                     | Temps          |
| C-1 200 m  | Russie Nikolái Lipkin                                                                        | 40 s 204       | Biélorussie Dzimitri Vaitsishkin                                        | 41 s 627       | Hongrie László Foltán                                                                      | 41 s 707       |
| C-1 500 m  | Russie Nikolái Lipkin                                                                        | 1 min 56 s 155 | Allemagne Sebastian Brendel                                             | 1 min 56 s 435 | Ukraine Yuriy Tcheban                                                                      | 1 min 57 s 569 |
| C-1 1000 m | France Mathieu Goubel                                                                        | 3 min 58 s 869 | Russie Konstantin Fomichev                                              | 3 min 59 s 723 | Allemagne Sebastian Brendel                                                                | 4 min 00 s 989 |
| C-2 200 m  | Lituanie Raimundas Labuckas Tomas Gadeikis                                                   | 37 s 167       | Russie Evgeni Ignatov Ivan Shtyl                                        | 37 s 177       | Hongrie Gergely Kovács Attila Végh                                                         | 38 s 577       |
| C-2 500 m  | Russie Sergéi Ulegin Aleksandr Kostoglod                                                     | 1 min 48 s 271 | Hongrie György Kolonics György Kozmann                                  | 1 min 48 s 918 | Bulgarie Deyan Georgiev Adnan Aliev                                                        | 1 min 49 s 028 |
| C-2 1000 m | Biélorussie Andrei Bahdanovich Aliaxandr Bahdanovich                                         | 3 min 40 s 655 | Ukraine Ruslan Dzhalilov Petro Kruk                                     | 3 min 41 s 192 | Pologne Wojciech Tyszyński Paweł Baraszkiewicz                                             | 3 min 41 s 955 |
| C-4 200 m  | Russie Evgeni Ignatov Ivan Shtyl Nikolái Lipkin Viktor Melantiev                             | 34 s 613       | Hongrie Gábor Horváth Márton Joób Pál Sarudi Péter Balász               | 34 s 979       | Biélorussie Dzmitri Rabchanka Aliaxandr Zhukouski Andrei Bahdanovich Aliaxandr Bahdanovich | 35 s 096       |
| C-4 500 m  | Roumanie Constantin Popa Niculae Flocea Silviu Simioncecu Cătălin Costache                   | 1 min 39 s 237 | Hongrie Gábor Horváth Márton Joób Pál Sarudi Péter Balász               | 1 min 40 s 547 | Russie Aleksandr Kovalev Roman Krugliakov Mijaíl Pavlov Dmitri Sergeyev                    | 1 min 40 s 857 |
| C-4 1000 m | Biélorussie Dzmitri Rabchanka Dzmitri Vaitsishkin Kanstantsin Shcharbak Aliaxandr Vauchetski | 3 min 23 s 386 | Roumanie Iosif Chirilă Andrei Cuculici Florin Mironcic Cătălin Costache | 3 min 24 s 559 | Pologne Łukasz Woszczyński Arkadiusz Toński Adam Ginter Łukasz Gros                        | 3 min 25 s 116 |

#### Kayak
| Event      | Or                                                                          | Temps          | Argent                                                                   | Temps          | Bronze                                                                          | Temps          |
| K-1 200 m  | Lituanie Vytautas Vaičikonis                                                | 36 s 333       | Hongrie Péter Molnár                                                     | 36 s 506       | Lettonie Aleksejs Rumjancevs                                                    | 36 s 536       |
| K-1 500 m  | Danemark Kasper Bleibach                                                    | 1 min 44 s 598 | Italie Michele Zerial                                                    | 1 min 44 s 638 | Russie Anton Riajov                                                             | 1 min 45 s 275 |
| K-1 1000 m | Royaume-Uni Tim Brabants                                                    | 3 min 33 s 493 | Hongrie Gábor Kucsera                                                    | 3 min 33 s 563 | Allemagne Max Hoff                                                              | 3 min 34 s 960 |
| K-2 200 m  | Biélorussie Raman Piatrushenka Vadzim Majneu                                | 32 s 920       | Lituanie Alvydas Duonėla Egidijus Balčiūnas                              | 33 s 374       | Hongrie Péter Molnár Viktor Kadler                                              | 33 s 454       |
| K-2 500 m  | Allemagne Ronald Rauhe Tim Wieskötter                                       | 1 min 33 s 432 | Espagne Carlos Pérez Rial Saúl Craviotto                                 | 1 min 33 s 925 | Lituanie Alvydas Duonėla Egidijus Balčiūnas                                     | 1 min 35 s 222 |
| K-2 1000 m | Danemark Kim Wraae Knudsen Rene Poulsen                                     | 3 min 16 s 003 | Espagne Javier Hernanz Diego Cosgaya Noriega                             | 3 min 16 s 366 | France Philippe Colin Cyrille Carré                                             | 3 min 17 s 616 |
| K-4 200 m  | Biélorussie Raman Piatrushenka Dziamian Turchyn Vadzim Majneu Ruslan Bichan | 30 s 721       | Serbie Ognjen Filipović Bora Sibinkić Milan Đenadić Dragan Zorić         | 30 s 784       | Hongrie Márton Sík Gergely Boros Balász Babella Attila Csamangó                 | 31 s 094       |
| K-4 500 m  | Slovaquie Richard Riszdorfer Michal Riszdorfer Erik Vlček Juraj Tarr        | 1 min 20 s 655 | Hongrie Zoltán Kammerer Gábor Kucsera Zoltán Benkő Viktor Kadler         | 1 min 21 s 822 | Biélorussie Raman Piatrushenka Aliaxéi Abalmasau Artur Litvinchuk Vadzim Majneu | 1 min 21 s 882 |
| K-4 1000 m | Slovaquie Richard Riszdorfer Michal Riszdorfer Erik Vlček Juraj Tarr        | 3 min 02 s 876 | Allemagne Lutz Altepost Norman Bröckl Torsten Eckbrett Björn Goldschmidt | 3 min 04 s 284 | Italie Franco Benedini Antonio Rossi Alberto Ricchetti (en) Luca Piemonte       | 3 min 04 s 532 |

### Dames

#### Kayak
| Event      | Or                                                                                | Temps          | Argent                                                                                 | Temps          | Bronze                                                                          | Temps          |
| K-1 200 m  | Italie Josefa Idem                                                                | 41 s 322       | Hongrie Rita Kőbán                                                                     | 41 s 582       | Espagne Belén Sánchez                                                           | 42 s 462       |
| K-1 500 m  | Italie Josefa Idem                                                                | 1 min 51 s 072 | Hongrie Rita Kőbán                                                                     | 1 min 52 s 302 | Pologne Elżbieta Urbańczyk                                                      | 1 min 52 s 832 |
| K-1 1000 m | Italie Josefa Idem                                                                | 3 min 55 s 459 | Hongrie Rita Kőbán                                                                     | 3 min 56 s 809 | Pologne Elżbieta Urbańczyk                                                      | 3 min 58 s 319 |
| K-2 200 m  | Slovaquie Ivana Kmeťová Martina Kohlová                                           | 38 s 198       | Pologne Marta Walczykiewicz Sandra Pawełczak                                           | 39 s 158       | Hongrie Krisztina Fazekas Melinda Patyi                                         | 39 s 188       |
| K-2 500 m  | Hongrie Danuta Kozák Gabriella Szabó                                              | 1 min 48 s 459 | Finlande Jenni Mikkonen Anne Rikala                                                    | 1 min 49 s 426 | Allemagne Fanny Fischer Nicole Reinhardt                                        | 1 min 49 s 502 |
| K-2 1000 m | Hongrie Erika Medveczky Bereniké Faldum                                           | 3 min 44 s 105 | Pologne Marta Walczykiewicz Sandra Pawełczak                                           | 3 min 47 s 095 | Roumanie Alina Chirilă Lidia Talpă                                              | 3 min 49 s 932 |
| K-4 200 m  | Hongrie Tímea Paksy Danuta Kozák Krisztina Fazekas Melinda Patyi                  |                | Russie Nadezhda Petrova Alexandra Tomnikova Nadezhda Pishchulina Natalia Lobova        |                | Serbie Miljana Knežević Antonija Panda Renata Major-Kubik Marta Tibor           |                |
| K-4 500 m  | Allemagne Carolin Leonhardt Conny Waßmuth Katrin Wagner-Augustin Nicole Reinhardt | 1 min 32 s 953 | Hongrie Tímea Paksy Danuta Kozák Krisztina Fazekas Dalma Benedek                       | 1 min 33 s 547 | Espagne Beatriz Manchón Jana Šmidáková Sonia Molanes Costa María Teresa Portela | 1 min 34 s 813 |
| K-4 1000 m | Hongrie Tímea Paksy Dalma Benedek Krisztina Fazekas Alexandra Keresztesi          | 3 min 28 s 303 | Pologne Beata Mikołajczyk Edyta Dzieniszewska Małgorzata Chojnacka Ewelina Wojnarowska | 3 min 30 s 613 | Roumanie Alina Chirilă Lidia Talpă Florica Vulpeş Iulia Paşcu                   | 3 min 36 s 400 |

## Tableau des médailles
Épreuves officielles uniquement.
| Rang  | Nation      | Or | Argent | Bronze | Total |
| ----- | ----------- | -- | ------ | ------ | ----- |
| 1     | Hongrie     | 6  | 7      | 5      | 18    |
| 2     | Russie      | 4  | 3      | 2      | 9     |
| 3     | Biélorussie | 4  | 1      | 2      | 7     |
| 4     | Slovaquie   | 3  | 0      | 0      | 3     |
| 5     | Allemagne   | 2  | 3      | 4      | 9     |
| 6     | Lituanie    | 2  | 1      | 1      | 4     |
| 7     | Danemark    | 2  | 0      | 0      | 2     |
|       | Royaume-Uni | 2  | 0      | 0      | 2     |
| 9     | Roumanie    | 1  | 1      | 2      | 4     |
| 10    | France      | 1  | 0      | 1      | 2     |
| 11    | Pologne     | 0  | 3      | 3      | 6     |
| 12    | Espagne     | 0  | 2      | 1      | 3     |
|       | Serbie      | 0  | 2      | 1      | 3     |
|       | Ukraine     | 0  | 2      | 1      | 3     |
| 15    | Italie      | 0  | 1      | 2      | 3     |
| 16    | Finlande    | 0  | 1      | 0      | 1     |
| 17    | Bulgarie    | 0  | 0      | 1      | 1     |
|       | Lettonie    | 0  | 0      | 1      | 1     |
| Total | Total       | 27 | 27     | 27     | 81    |